# NGC 2514
NGC 2514 é uma galáxia espiral barrada (SBbc) localizada na direcção da constelação de Cancer. Possui uma declinação de +15° 48' 28" e uma ascensão recta de 8 horas, 02 minutos e 49,7 segundos.
A galáxia NGC 2514 foi descoberta em 19 de Janeiro de 1885 por Édouard Jean-Marie Stephan.